# Осветительная установка
Осветительная установка (англ. Lighting installation) — комплексное светотехническое устройство, предназначенное для искусственного и (или) естественного освещения и состоящая из источника оптического излучения, осветительного прибора или светопропускающего устройства, освещаемого объекта или группы объектов, приемника излучения и вспомогательных элементов, обеспечивающих работу установки (проводов и кабелей, пускорегулирующих и управляющих устройств, конструктивных узлов, средств обслуживания)..

## Нормирование осветительных установок. Выбор параметров
Нормирование осветительных установок (ОУ) любого назначения начинается с выбора параметров, определяющих их эффективность. Нормирование может быть прямым и косвенным:
- Прямое нормирование — регламентируются величины, определяющие эффективность (ОУ). Такие как: производительность труда; уровень видимости или различимости, обеспечивающий решение зрительной задачи с заданной достоверностью; зрительная работоспособность; светлота окружающего пространства, определяющая уровень насыщенности помещения светом и т. д. Перечисленные характеристики для понимания можно представить как качественные характеристики освещения. Важно, что данный критерий наиболее совершенен, но из-за отсутствия данных по переходу от физиологических данных к фотометрическим, его применение значительно затрудняется. В настоящее время делаются попытки получить взаимосвязь между физиологией и фотометрией с помощью компьютерного моделирования, окончательных результатов пока нет.[2].
- Косвенное нормирование — регламентируются фотометрические характеристики, а также их распределений и соотношений в освещаемом пространстве, во времени и по спектру. Примером может служить: освещенность, яркость и их распределения по поверхностям освещаемых объектов.

Другими словами это не что иное, как количественные характеристики освещения.
К ним относятся распределения: яркости по поверхности объекта наблюдения и прилегающему пространству к нему участку фона — микрораспределение; яркости в поле зрения наблюдателя — макрораспределение; светового потока во времени, зависящее от свойств источников света, способов их включения и качества питающей их электроэнергии; излучения по спектру и т. д.

## Качество освещения
Это результат обеспечения надлежащего уровня количественных и качественных характеристик освещения, с другой стороны — регламентируются расходы электроэнергии, материалов, оборудования и средств по эксплуатации (ОУ).